# 伊里 (伊利諾伊州)
伊里（英語：Erie）是位於美國伊利諾伊州懷特塞德縣的一個村落。

## 地理
伊里的座標為41°39′28″N 90°04′44″W / 41.65778°N 90.07889°W，而該地最高點為海拔高度180米（即591英尺）。

## 人口
根據2010年美國人口普查的數據，伊里的面積為3.76平方千米，當中陸地面積為3.74平方千米，而水域面積為0.02平方千米。當地共有人口1602人，而人口密度為每平方千米426人。